# ボド (助祭)
ボド（フランス語: Bodo、814年頃 - 876年）は、フランク王ルイ1世（ルートヴィヒ1世）敬虔王の宮廷助祭であり、その時代のヨーロッパにおける棄教の有名な例である。

## 生涯
838年の初期に、ローマに巡礼すると言っていたが、代わりにイスラム勢力下にあったアンダルスへ行き、そこでユダヤ教に改宗した。その改宗はキリスト教の棄教と共に、カロリング朝文化の棄却とみなされた。ヘブライ語の名前エルアーザール（Eleazar）と名を変え、自ら割礼を行い、ユダヤ人女性と結婚した。839年、サラゴサへ移り、イスラム教政府や住民にキリスト教徒を迫害するよう仕向けた。レオン・ポリャコフ（Léon Poliakov）は、この改宗は、カロリング朝フランスにおいてユダヤ人が敬意を払われていた証拠、としている。

## アルバロとの往復書簡
840年、ボドはイスラム勢力下のコルドバの騎士パブロ・アルバロ（Pablo Álvaro）との文通を開始した。アルバロはユダヤ人として生まれたが、キリスト教に改宗していた。ボドとアルバロは共に「改宗者」であり、お互いに相手を元の宗教に改宗させるため、相手を論駁しようと対話を開始した。二人の書簡がいくつか残されている。
下の手紙は議論の的となっているものの、ボドのものとされている：
キリストが神であり、聖霊と一心同体であり、そしてキリストが人間の父を持たないが故に、キリストを崇拝するというあなたの主張に関する限り、あなたはキリスト同様に人類の父祖であるアダムも崇拝するべきです。なぜならアダムは父母を持たず、その肉、血、骨および皮膚は土からつくられたからです。聖霊によってアダムに息吹が吹き込まれ、知性を持った人となったのです。そして、イヴも父母を持たず、アダムのあばら骨からつくられ、息吹を吹き込まれ知性ある人となったのです。そう、ですから、彼らも崇拝されなくてはいけないのです！